# Andreas Hedlund
Andreas Hedlund (Boliden,Skellefteå, 17 de noviembre de 1973), también conocido como Vintersorg y Mr. V  es un vocalista, productor,compositor y multinstrumentista sueco.

## Discografía

### Masticator
1. Demo (1991)

### Cosmic Death
1. Crimson Nightgate (demo, 1997)

### Otyg
1. Bergtagen (demo, 1995)
2. I Trollskogens Drömmande Mörker (demo, 1996)
3. Galdersång till Bergfadern (demo, 1997)
4. Älvefärd (1998)
5. Sagovindars Boning (1999)

### Vintersorg
1. Hedniskhjärtad (EP, 1998)
2. Till Fjälls (1998)
3. Ödemarkens Son (1999)
4. Cosmic Genesis (2000)
5. Visions From The Spiral Generator (2002)
6. The Focusing Blur (2004)
7. Solens Rötter (2007)
8. Jordpuls ( 2011 )
9. Orkan ( 2012 )
10. Naturbål ( 2014 )
11. Till Fjälls del II(2017)

### Havayoth
1. His Creation Reversed (2000)

### Borknagar
1. Empiricism (2001)
2. Epic (2004)
3. Origin (2006)
4. Universal (2010)
5. Urd (2012)
6. Winter Thrice (2016)

### Fission
1. Crater (2004)
2. Pain Parade (2008)

### Waterclime
1. The Astral Factor (2006)
2. Imaginative (2007)

### Cronian
1. Terra (2006)
2. Enterprise (2008)
3. Erathems (2013)

### Páginas de bandas
- I Trollskogens Drömmande Mörker:Andreas Hedlund Fan Site
- Sitio web Oficial de Vintersorg
- Sitio web Oficial de Borknagar
- Sitio web Oficial de Cronian  Archivado el 5 de marzo de 2016 en Wayback Machine.
- Sitio web Oficial de Waterclime
- Sitio web Oficial de Fission
- Sitio web Oficial de Havayoth  Archivado el 15 de septiembre de 2007 en Wayback Machine.
- Sitio web gravisphere

### My Space
- Vintersorg @ My Space
- Borknagar @ My Space

- Datos: Q2710343